# 卡泰里尼夫卡 (比洛皮利亞市鎮)
51°12′39″N 34°34′8″E / 51.21083°N 34.56889°E
卡泰里尼夫卡（烏克蘭語：Катеринівка）是位於烏克蘭東北部的村莊，由蘇梅州蘇梅區的比洛皮利亞市鎮負責管轄。該村處於巴甫利夫卡河左岸，距離穆基伊夫卡2公里，海拔高度171米，2001年人口117。